# Clemens von Loë (Politiker)
Clemens Freiherr von Loë (* 8. März 1866 in Adendorf bei Bonn; † 7. Dezember 1930 auf Burg Bergerhausen) war ein deutscher Politiker der Zentrumspartei und Mitglied des preußischen Abgeordnetenhauses.

## Leben

### Herkunft und Familie
Clemens von Loë entstammte dem westfälischen Adelsgeschlecht Loë, aus dem zahlreiche namhafte Persönlichkeiten hervorgegangen sind. Sein Onkel Maximilian August von Loë (1817–1879) war Mitglied des Reichstages des Norddeutschen Bundes, ebenso sein Onkel Felix von Loë (1825–1896), Gründer des Rheinischen Bauernvereins. 
Er war ein Sohn des Rittmeisters Friedrich von Loë (1820–1907, Herr auf Longenburg) und dessen Ehefrau Mathilde geb. Waldbott von Bassenheim (1839–1907). Dessen Vater Friedrich Karl Alexander Klemens von Loë (1787–1849) war seit dem 15. Oktober 1840 Graf von Loë-Wissen und mit Luise Gräfin Wolff Metternich zur Gracht (1800–1837), der Tochter von Max Werner Joseph Anton Wolff-Metternich zur Gracht, verheiratet. Clemens’ Schwestern waren Caroline Ottilia (* 1864) und Anna (1868–1937), die mit dem Regierungspräsidenten Adolf von Dalwigk zu Lichtenfels verheiratet war. Der Ordenshistoriker Paul Loë (1866–1919) war sein Cousin.
1895 heiratete Clemens auf Schloss Gimborn Mathilde von von Fürstenberg (1875–1940, Tochter des Freiherrn Egon von Fürstenberg und der Berthe Gräfin von Marchant und Ansembourg). Die Ehe blieb kinderlos.

### Werdegang und Wirken
Er studierte Rechtswissenschaften an der Rheinischen Friedrich-Wilhelms-Universität Bonn, der Ludwig-Maximilians-Universität München und der Katholischen Universität Löwen und besuchte die Landwirtschaftliche Akademie in Bonn-Poppelsdorf. 

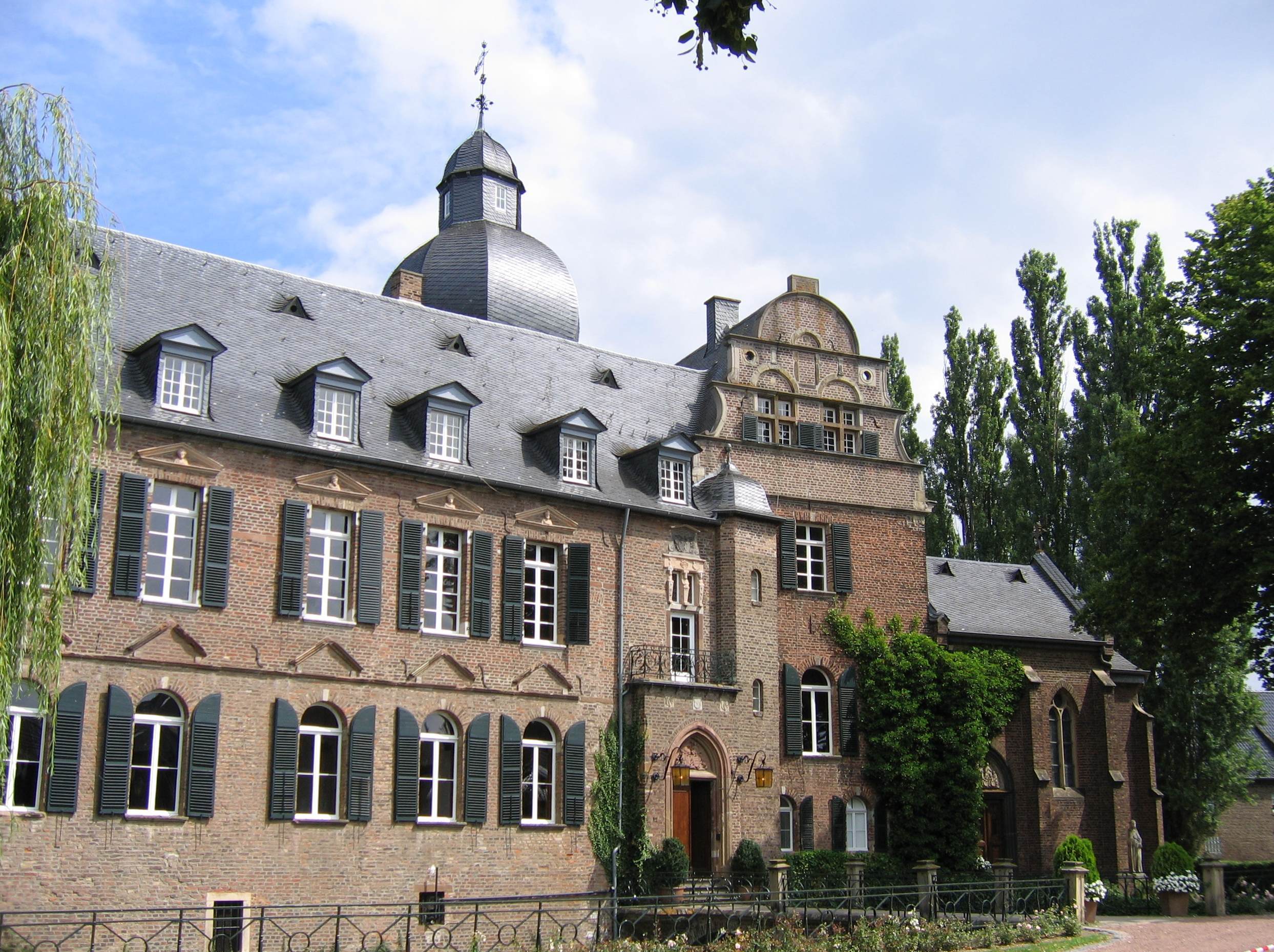
Schloss Bergerhausen, 1894 durch Clemens von Loë geerbt

Noch während seines Studiums amtierte er als ehrenamtlicher Bürgermeister von Oberkassel und später von Blatzheim. Anfang der 1890er Jahre erwarb er durch Erbschaft das Rittergut Bergerhausen bei Blatzheim. Darüber hinaus erwarb er in den Kreisen Geldern und Euskirchen weitere Immobilien und stärkte damit seine wirtschaftliche Unabhängigkeit. So konnte er sich in der Landwirtschaftskammer und im Genossenschaftswesen, vor allem aber im Rheinischen Bauernverein, der 1882 von seinem Onkel Felix von Loë gegründet wurde, betätigen und sich der wirtschaftspolitischen Interessenwahrnehmung widmen. 
Von 1909 an war er Mitglied des Preußischen Abgeordnetenhauses, dem er bis 1918 angehörte. Von 1907 bis 1929 war er auch Abgeordneter im Provinziallandtag der Rheinprovinz.
Er war einer der Väter des „Kartells der schaffenden Stände“, deren Parteiflügel zur Spaltung der konservativen Kräfte des Zentrum beitrug und nicht bereit war, sich dem Führungsanspruch der jüngeren Generation, die der fortschreitenden Parlamentarisierung und Industrialisierung Rechnung trug, zu beugen.
Ende März 1918 unternahm er gemeinsam mit einer Gruppe von Abgeordneten erneut einen Vorstoß gegen die Demokratisierung des Wahlrechts. Dabei standen sie auf der Seite des Kardinals Felix von Hartmann, der ein strikter Gegner der Reform – Abschaffung des Dreiklassenwahlrechts – war. 
Er konnte im agrarischen Vereinswesen eine interessenpolitische Aufsplitterung in Grenzen halten und dem rheinischen Bauernverein die dominierende Stellung sichern. Er war nicht bereit, die Zusammenarbeit von Zentrum und Mehrheitssozialdemokratie zu tolerieren, schreckte jedoch vor dem Risiko der Gründung einer Landpartei zurück. Mit der Parteiführung Wilhelm Marx’ lag er im Dauerstreit und warb für die Einbindung des Zentrums in einen „Rechtsblock“.
Bei der Wahl des Reichspräsidenten im Jahre 1923 verweigerte er jegliche Unterstützung für Marx.
In den Jahren 1927/1929, als der Rheinische Bauernverein sich mit dem Rheinischen Landbund vereinigte, konnte er sein Ziel des organischen Zusammenschlusses der Landwirtschaft nicht erreichen und unterlag im Kampf um den Vorsitz des genossenschaftlichen Einheitsverbandes dem Mitbewerber Andreas Hermes.

### Schriften
- 1917 „Das Getreidemonopol“, Beitrag zur  Reichsfinanzpolitik
- 1917 „Die Organisation des landwirtschaftlichen Berufsstandes“
- 1929 „Der Rheinische Bauern-Verein und seine Gesamt-Organisation“ (Mitautor)

### Ehrungen
1928 Dr. h. c. Landwirtschaftliche Hochschule Bonn